# Canthium pedunculare
Canthium pedunculare là một loài thực vật có hoa trong họ Thiến thảo. Loài này được Cav. mô tả khoa học đầu tiên năm 1799.